# Saint-Silvain-Bas-le-Roc
Saint-Silvain-Bas-le-Roc település Franciaországban, Creuse megyében. Lakosainak száma 409 fő (2022. január 1.). Saint-Silvain-Bas-le-Roc Boussac, Boussac-Bourg, Lavaufranche, Leyrat, Malleret-Boussac és Toulx-Sainte-Croix községekkel határos.

## Népesség
A település népessége az elmúlt években az alábbi módon változott:
| Lakosok száma | 517  | 558  | 527  | 490  | 460  | 416  | 400  | 405  | 409  | 409  |
|               | 1968 | 1982 | 1990 | 2006 | 2013 | 2015 | 2017 | 2019 | 2020 | 2022 |